# 希特勒內閣
希特勒内阁（德語：Kabinett Hitler），是納粹德國元首兼帝國總理希特勒统治时期的內閣成員，于1933年1月30日至1945年4月30日在任。

## 内阁成员
希特勒内阁成员包括：
| 职位                                            | 任职者                                | 任期                          | 政党                           |
| ----------------------------------------------- | ------------------------------------- | ----------------------------- | ------------------------------ |
| 帝國总理 （1934年8月2日起為帝國元首）           | 阿道夫·希特勒                         | 1933年1月30日–1945年4月30日   | 纳粹党                         |
| 帝國副总理                                      | 弗朗茨·冯·帕彭                        | 1933年1月30日–1934年8月7日    | 无（1932年前为中央党）         |
| 外交部长                                        | 康斯坦丁·馮·諾伊拉特                  | 1933年1月30日–1938年2月4日    | 无（1937年后为纳粹党）         |
| 外交部长                                        | 约阿希姆·冯·里宾特洛甫                | 1938年2月4日–1945年4月30日    | 纳粹党                         |
| 内政部长                                        | 威廉·弗利克                           | 1933年1月30日–1943年8月24日   | 纳粹党                         |
| 内政部长                                        | 海因里希·希姆莱                       | 1943年8月24日–1945年4月29日   | 纳粹党                         |
| 财政部长                                        | 鲁茨·格拉夫·什未林·冯·科洛希克        | 1933年1月30日–1945年4月30日   | 无（1937年后为纳粹党）         |
| 司法部长                                        | 弗朗茨·居特纳†                        | 1933年1月30日–1941年1月29日   | 国家人民党（1937年后为纳粹党） |
| 司法部长                                        | 弗朗茨·施勒格贝格尔（代理）           | 1941年1月29日–1942年8月24日   | 纳粹党                         |
| 司法部长                                        | 奥托·格奥尔格·蒂拉克                  | 1942年8月24日–1945年4月30日   | 纳粹党                         |
| 国家防卫部长 （1935年后为战争部长）             | 维尔纳·冯·勃洛姆堡                    | 1933年1月30日–1938年2月5日    | 无                             |
| 国家防卫部长 （1935年后为战争部长）             | 威廉·凯特尔（国防军最高统帅部长）     | 1938年2月5日–1945年4月30日    | 无                             |
| 经济部长                                        | 阿尔弗雷德·胡根贝格                   | 1933年1月30日–1933年6月29日   | 国家人民党                     |
| 经济部长                                        | 库尔特·施米特                         | 1933年6月29日–1934年8月3日    | 纳粹党                         |
| 经济部长                                        | 亚尔马·沙赫特                         | 1934年8月3日–1937年11月26日   | 无（1937年后为纳粹党）         |
| 经济部长                                        | 赫尔曼·戈林                           | 1937年11月26日–1938年1月15日  | 纳粹党                         |
| 经济部长                                        | 瓦尔特·冯克                           | 1938年2月5日–1945年4月30日    | 纳粹党                         |
| 粮食及农业部长                                  | 阿尔弗雷德·胡根贝格                   | 1933年1月30日–1933年6月29日   | 国家人民党                     |
| 粮食及农业部长                                  | 里夏德·瓦尔特·达雷                    | 1933年6月29日–1942年5月23日   | 纳粹党                         |
| 粮食及农业部长                                  | 赫伯特·巴克                           | 1942年5月23日–1945年4月30日   | 纳粹党                         |
| 劳工部长                                        | 弗朗茨·泽尔特                         | 1933年1月30日–1945年4月30日   | 纳粹党                         |
| 邮政部长                                        | 保罗·冯·埃尔茨-吕贝纳赫               | 1933年1月30日–1937年2月2日    | 无                             |
| 邮政部长                                        | 威廉·奥内佐格                         | 1937年2月2日–1945年4月30日    | 纳粹党                         |
| 交通部长                                        | 保罗·冯·埃尔茨-吕贝纳赫               | 1933年1月30日–1937年2月2日    | 无                             |
| 交通部长                                        | 尤利乌斯·多普米勒                     | 1937年2月2日–1945年4月30日    | 无（1941年后为纳粹党）         |
| 国民啟蒙与宣传部长                              | 约瑟夫·戈培尔                         | 1933年3月13日–1945年4月30日   | 纳粹党                         |
| 航空部长                                        | 赫尔曼·戈林                           | 1933年5月5日–1945年4月24日    | 纳粹党                         |
| 科学与教育部长                                  | 伯恩哈德·鲁斯特                       | 1934年5月1日–1945年4月30日    | 纳粹党                         |
| 宗教事务部长                                    | 汉斯·科尔†                            | 1935年7月16日–1941年12月15日  | 纳粹党                         |
| 宗教事务部长                                    | 赫尔曼·穆斯（代理）                   | 1941年12月15日–1945年4月30日  | 纳粹党                         |
| 装备与军火部长 （1943年后为装备与战时生产部长） | 弗里兹·托特†                          | 1940年3月17日–1942年2月8日    | 纳粹党                         |
| 装备与军火部长 （1943年后为装备与战时生产部长） | 阿尔伯特·斯佩尔                       | 1942年2月8日–1945年4月30日    | 纳粹党                         |
| 东部占领区部长                                  | 阿尔弗雷德·罗森堡                     | 1941年11月17日–1945年4月30日  | 纳粹党                         |
| 波希米亚和摩拉维亚国务部长                      | 卡尔·赫曼·法兰克                      | 1943年8月20日–1945年4月30日   | 纳粹党                         |
| 不管部长 （1938年后为国家部长）                 | 赫尔曼·戈林                           | 1933年1月30日–1933年4月28日   | 纳粹党                         |
| 不管部长 （1938年后为国家部长）                 | 恩斯特·罗姆（冲锋队领袖）†            | 1933年12月1日–1934年7月1日    | 纳粹党                         |
| 不管部长 （1938年后为国家部长）                 | 鲁道夫·赫斯（副元首）                 | 1933年12月1日–1941年5月10日   | 纳粹党                         |
| 不管部长 （1938年后为国家部长）                 | 汉斯·克尔                             | 1934年4月16日–1935年7月18日   | 纳粹党                         |
| 不管部长 （1938年后为国家部长）                 | 汉斯·法郎克（1939年后为波兰总督）     | 1934年12月19日–1945年4月30日  | 纳粹党                         |
| 不管部长 （1938年后为国家部长）                 | 亚尔马·沙赫特                         | 1937年11月26日–1943年11月22日 | 纳粹党                         |
| 不管部长 （1938年后为国家部长）                 | 奥托·迈斯纳（总统府秘书长）           | 1937年12月1日–1945年4月30日   | 纳粹党                         |
| 不管部长 （1938年后为国家部长）                 | 汉斯·兰马斯（总理府秘书长）           | 1937年12月1日–1945年4月30日   | 纳粹党                         |
| 不管部长 （1938年后为国家部长）                 | 阿图尔·赛斯-英夸特                    | 1939年5月1日–1945年4月30日    | 纳粹党                         |
| 不管部长 （1938年后为国家部长）                 | 马丁·鲍曼（党务办公室秘书长）         | 1941年5月12日–1945年4月30日   | 纳粹党                         |
| 不管部长 （1938年后为国家部长）                 | 威廉·弗利克（波希米亚和摩拉维亚总督） | 1943年8月24日–1945年4月30日   | 纳粹党                         |
| 不管部长 （1938年后为国家部长）                 | 康斯坦丁·希尔（国家劳役团团长）       | 1943年8月24日–1945年4月30日   | 纳粹党                         |